# A három király asztala
A három király asztala (spanyolul: Mesa de los Tres Reyes, franciául: Table des Trois Rois, baszkul: Hiru Erregeen Mahaia, aragóniaiul: Meseta d’os Tres Reis) a Pireneusok egyik hegycsúcsa Franciaország és Spanyolország határán, a spanyol Navarra autonóm közösség legmagasabb pontja.
Nevét onnan kapta, hogy úgy tartották, a csúcson találkozhatott a három király, vagyis annak a három államnak a vezetője, amelynek a határán feküdt: ez a Navarrai Királyság, az Aragóniai Királyság és a Francia Királyság (azon belül a Béarni őrgrófság volt). A csúcs ma is Franciaország, Navarra és Aragónia hármashatárán emelkedik.
A 2444 méter magas csúcs kedvelt a hegymászó turisták körében. A régebben leggyakrabban használt útvonal az volt, amelyik a Belaguai-völgy irányából indult, és amelyen mintegy 4 óra alatt lehetett feljutni a hegyre. Ma már, miután új utak épültek ki, egy olyan útvonal a legnépszerűbb, amely Linza térségéből indulva teljes egészében Aragónia autonóm közösségben halad: ez ugyanis rövidebb és könnyebb, mint az előző.

## Képek

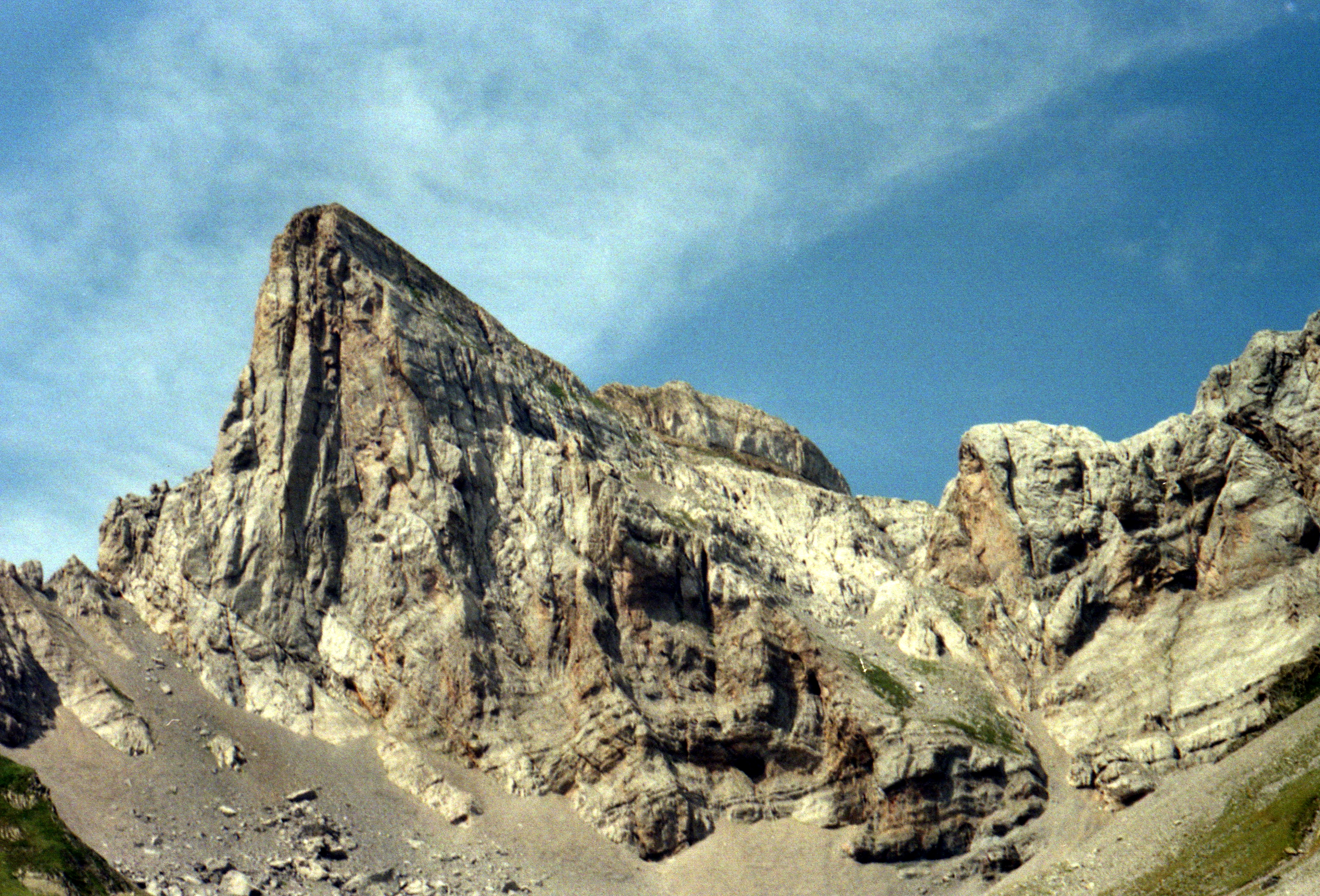
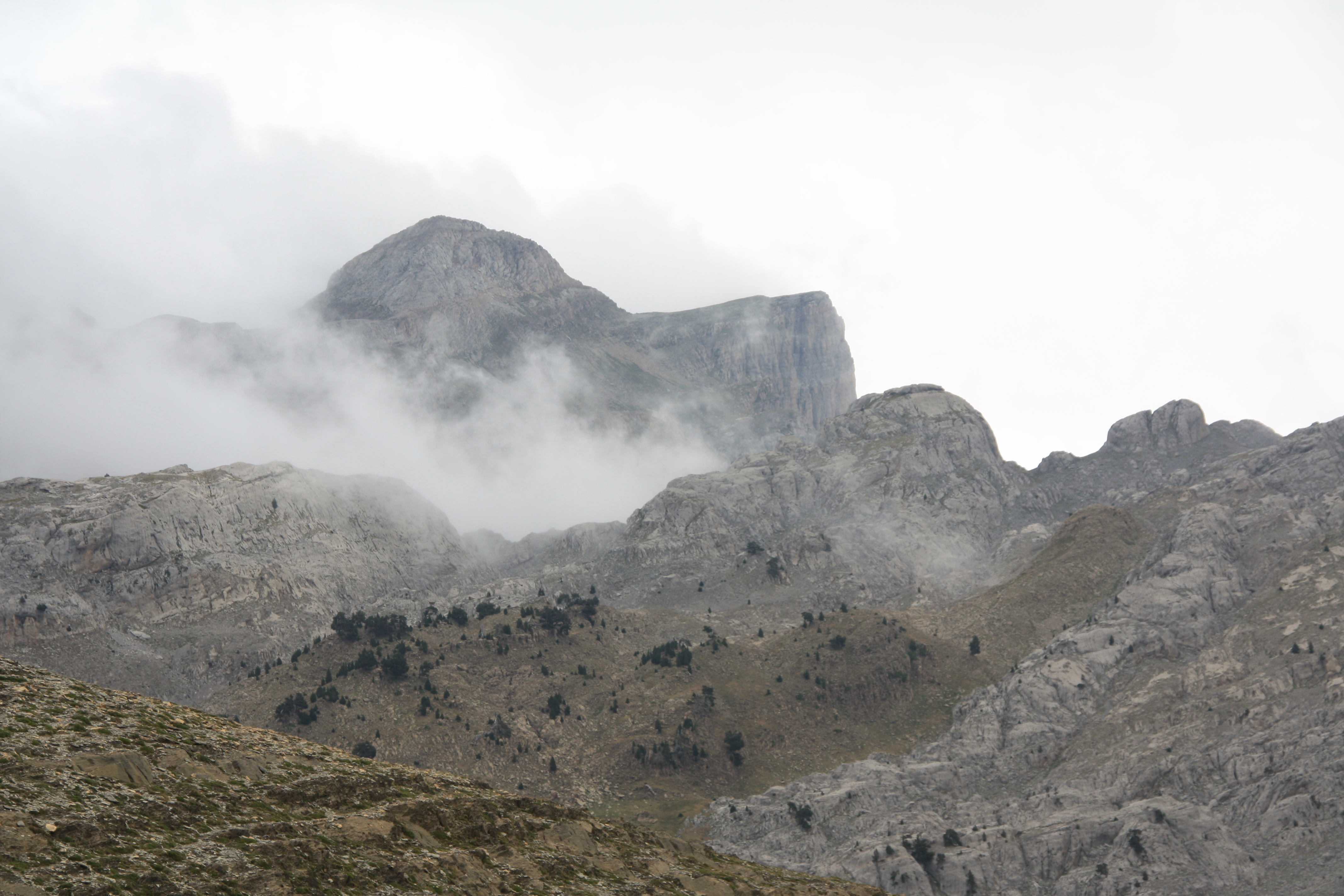
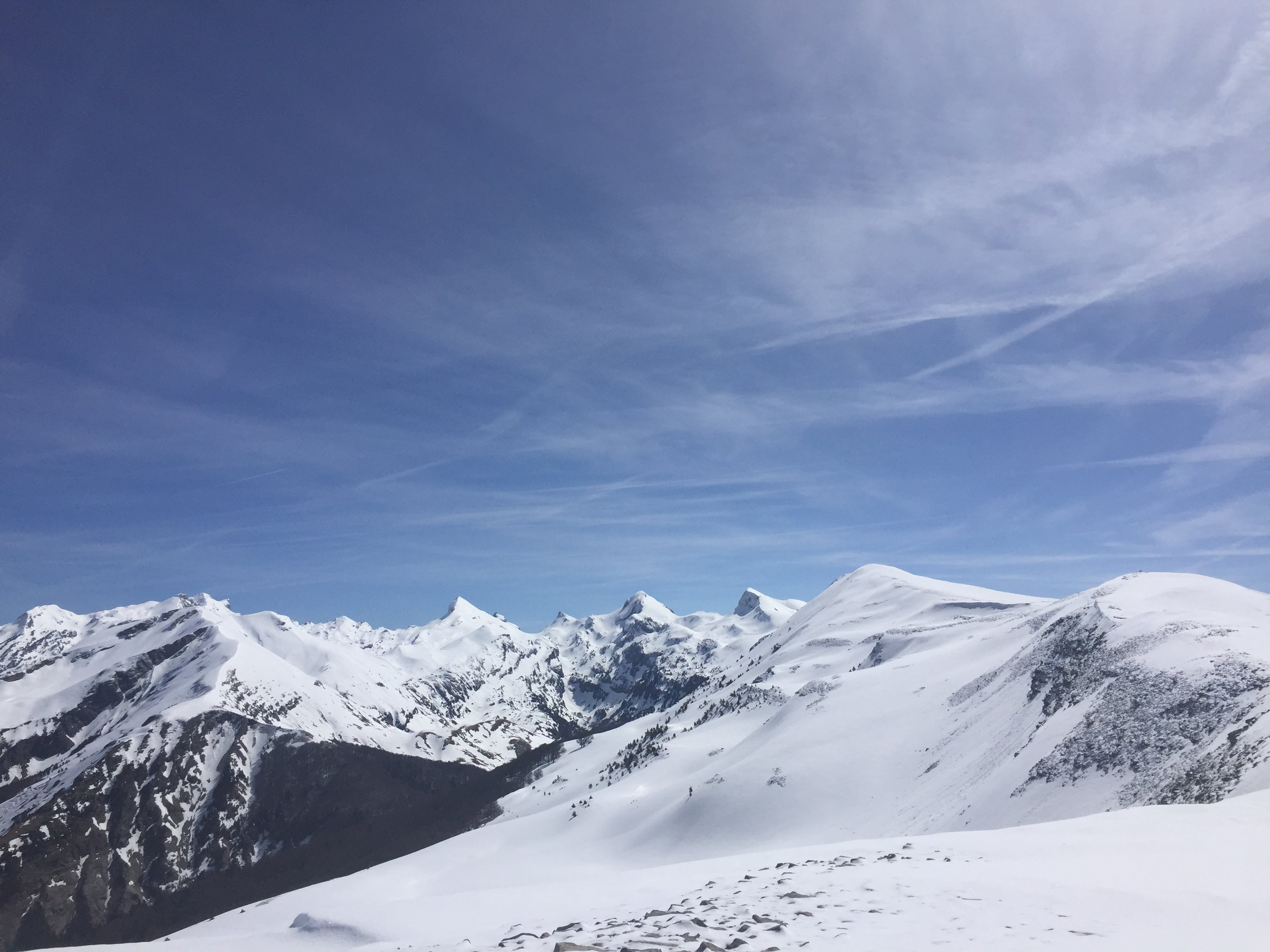
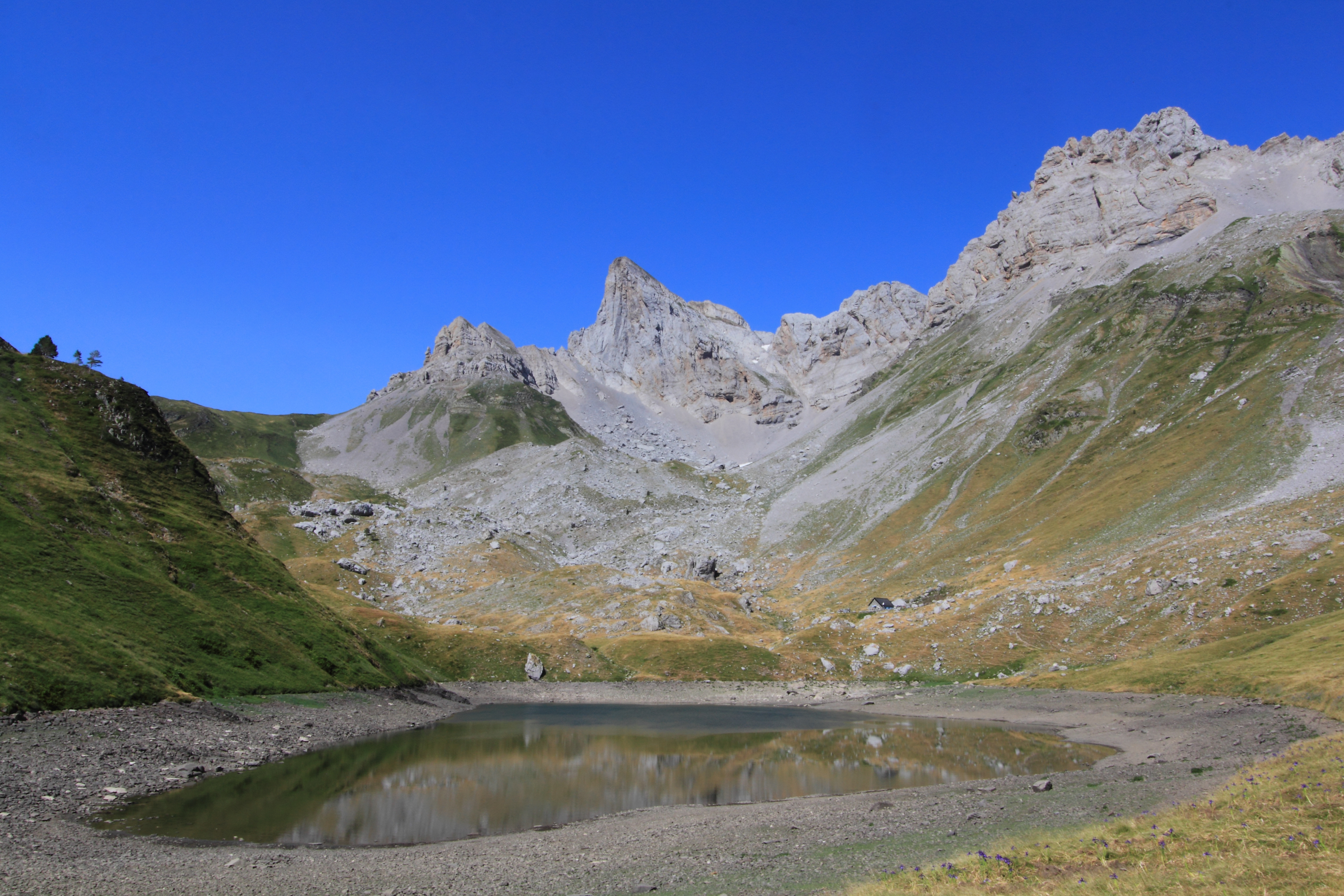